# 콜롬보코리아
콜롬보코리아는 2022년 SG세계물산에서 물적분할하여 설립된 대한민국의 의류 기업이다.